# 以琳

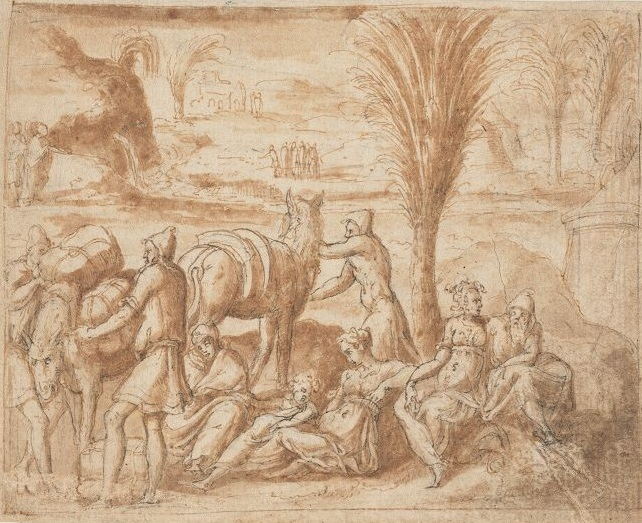
希伯來人在以琳紮營，伯納德·所羅門繪

以琳 （希伯来语: אֵילִם，英语：Elim）是以色列人在出埃及时经过的一个地点，记载在《出埃及记》15、16两章和民数记33章。
根据出埃及记和民数记，以琳位于靠近红海东岸的地方，在汛的旷野以西，出埃及记和民数记都记载在以琳“有十二股水泉，七十棵棕树”，以色列人就“在那里的水边安营”。
一些慈善机构、基督徒机构都以以琳命名。